# 卡諾定理 (熱力學)
卡諾定理是熱力學中的一個定理，說明熱機的最大熱效率只和其高溫熱源和低溫熱源的溫度有關。此定理以尼古拉·卡諾為名。
根據卡諾定理，則
- 所有不可逆的熱機，其熱效率會比使用相同高溫和低溫熱源的卡諾熱機要低。
- 所有可逆的熱機，其熱效率會等於相同高溫和低溫熱源的卡諾熱機。

依卡諾定理可得到一熱機的最大熱效率{\displaystyle \eta }（也稱作卡諾效率）為
{\displaystyle \eta _{\text{max}}=\eta _{\text{Carnot}}=1-{\frac {T_{C}}{T_{H}}}}
其中
- TC為低溫熱源的絕對溫度
- TH為高溫熱源的絕對溫度

上式的熱效率是指熱機產生的功和高溫熱源提供能量的比值。
上述定律其實是熱力學第二定律的結果。不過當初在推導此定律時是以熱質說為基礎，且以此定律為基礎建立熱力學第二定律。

## 證明

證明卡諾定理

此定理可用以下的方式，針對不可逆熱機及可逆熱機的情形進行證明

### 不可逆熱機
假設一不可逆熱機，其熱源為{\displaystyle T_{1}}及{\displaystyle T_{2}}，其熱效率為{\displaystyle \eta }，此熱機和一個效率為{\displaystyle \eta \prime }的逆卡諾熱機，依右圖的方式組合成一個熱力學循環，不可逆熱機產生的功為逆卡諾熱機的工作來源。
若{\displaystyle \eta =\eta \prime }，則此熱力學循環對系統沒有任何影響，與不可逆性矛盾，因此不成立。
若{\displaystyle \eta >\eta \prime }，則此熱力學循環可由低溫熱源{\displaystyle T_{2}}取出
{\displaystyle \Delta Q=\eta Q\left({\frac {1}{\eta \prime }}-1\right)-(1-\eta )Q=Q\left({\frac {\eta }{\eta \prime }}-1\right)>0}
的能量，將此能量釋放到高溫熱源{\displaystyle T_{1}}，且不引起其他變化，違反熱力學第二定律，也無法成立。
因此結論為{\displaystyle \eta <\eta \prime }，不可逆熱機的效率{\displaystyle \eta }較卡諾熱機的效率{\displaystyle \eta \prime }低。

### 可逆熱機
對於可逆熱機的例子，可依類似的方式得到{\displaystyle \eta \leqslant \eta \prime }的結果。
若用待測的可逆熱機當成逆熱機，和一般的卡諾熱機形成一個熱力學循環，也可得到{\displaystyle \eta \prime \leqslant \eta }的結果。
由於上述二式需同時成立，可得以下的式子
{\displaystyle \eta =\eta \prime }

## 應用在燃料電池上
有關卡諾定理是否能應用在燃料電池，至今科學家還沒有達成共識。凱斯西儲大學的教授認為「由於燃料電池中的電化學反應不涉及將熱能轉換為機械能，因此不受卡諾定理的限制」。不過K. T. Jacob及Saurabh Jain則認為「傳統的觀點認為燃料電池不受卡諾定理的限制，不過最近幾篇論文都認為熱力學第二定律不但限制熱機的效率，也以同樣方式限制燃料電池的效率」。